# RHINOCEROS (ポルノグラフィティのアルバム)
『RHINOCEROS』（ライノセロス）は、ポルノグラフィティの10作目のオリジナルアルバム。2015年8月19日にSME Recordsよりリリースされた。

## 概要
オリジナルアルバムとしては前作『PANORAMA PORNO』以来約3年5か月ぶりのリリース。「見んさい」「聞きんさい」「歌いんさい」をテーマとする3さいシリーズのシングル曲「俺たちのセレブレーション」「ワン・ウーマン・ショー 〜甘い幻〜」「オー！リバル」など、全14曲が収録されている。
アルバムタイトルは「3さいシリーズ」と動物の「サイ」をかけた上で、そのサイを英訳した「RHINOCEROS」が採用された他、ジャケットにもサイの写真が使用されている。
初回生産限定盤には封入特典として「Ohhh!!! HANABI」とシングル3曲のMVを収録したDVDと、後述のツアーの会場にてメンバーの直筆サイン入りマグネットが当たる抽選番号付きカードがなど付属している。
2015年9月から11月にかけて、本作を引っ提げたホールツアー『14thライヴサーキット "The dice are cast"』を開催。ツアータイトルのThe dice are castは、ユリウス・カエサルの名言「賽は投げられた」を意味する英語で、ここでも「3さいシリーズ」と「賽」を掛ける遊び心を見せている。また、同年12月には横浜アリーナと大阪城ホールにて2公演ずつの追加アリーナ公演を開催した。

## プロモーション
本作の正式なリリース発表は7月のはずであったが、6月10日にゲスト出演した生放送のラジオ番組で、岡野が「僕たち、アルバム出すんですよ」と口を滑らし、その情報がSNSなどのネット上で広まってしまった。岡野は口を滑らした直後、血の気が引いているスタッフの表情を見て「えっ! まだ言っちゃダメだったの?! でももう皆、気付いてるでしょ?!」と開き直ったという。その後、6月18日に放送されたWEB番組「BBQ SUMMIT 2015」でパロディの謝罪会見を開くとともに、リリースの正式発表を行うというハプニングがあった。
その後、本作のリリース前はメディアでの露出など目立ったプロモーション活動は無かったが、本作のリリース後は積極的にメディアで本作のリード曲である「Ohhh!!! HANABI」を披露している。
| 放送日  | 番組名                   | 放送局         | 演奏披露曲     | 出典   |
| ------- | ------------------------ | -------------- | -------------- | ------ |
| 8月21日 | ミュージックステーション | テレビ朝日系列 | オー！リバル   | [ 15 ] |
| 8月22日 | CDTV                     | TBS系列        | Ohhh!!! HANABI | [ 16 ] |
| 8月24日 | MUSIC JAPAN              | NHK総合        | Ohhh!!! HANABI | [ 17 ] |
| 8月28日 | バズリズム               | 日本テレビ系列 | Ohhh!!! HANABI | [ 18 ] |
| 9月06日 | 魁！音楽の時間           | フジテレビ系列 | Ohhh!!! HANABI | [ 19 ] |

## チャート成績
2015年8月18日付及び翌19日付のオリコンデイリーアルバムチャートでは、発売前日のフラゲ日から発売日当日までの2日連続で1位を獲得した。また、2015年8月31日付のオリコン週間アルバムチャートでは初登場1位を記録。これはアルバムとしては『PORNOGRAFFITTI 15th Anniversary "ALL TIME SINGLES"』から2作連続、オリジナルアルバムとしては前々作『∠TRIGGER』以来5年5か月ぶりの記録となった。また、2015年8月度月間アルバムチャートで2位、年間アルバムチャートでも64位を記録した。

## 収録曲
| #         | タイトル                              | 作詞               | 作曲      | 編曲                                              | 時間  |
| --------- | ------------------------------------- | ------------------ | --------- | ------------------------------------------------- | ----- |
| 1.        | 「ANGRY BIRD」                        | 新藤晴一           | 新藤晴一  | 篤志, Porno Graffitti                             | 4:00  |
| 2.        | 「オー！リバル」                      | 新藤晴一           | 岡野昭仁  | tasuku, Porno Graffitti                           | 4:55  |
| 3.        | 「Ohhh!!! HANABI」                    | 新藤晴一           | 岡野昭仁  | シライシ紗トリ, Porno Graffitti                   | 4:35  |
| 4.        | 「wataridori」                        | 岡野昭仁           | 岡野昭仁  | tasuku, Porno Graffitti                           | 4:37  |
| 5.        | 「Hey Mama」                          | 新藤晴一           | 新藤晴一  | Porno Graffitti                                   | 1:18  |
| 6.        | 「俺たちのセレブレーション」          | 岡野昭仁, 新藤晴一 | 岡野昭仁  | 江口亮, Porno Graffitti                           | 4:18  |
| 7.        | 「Stand Alone」                       | 新藤晴一           | 新藤晴一  | 宗本康兵, Porno Graffitti                         | 3:58  |
| 8.        | 「ワン・ウーマン・ショー 〜甘い幻〜」 | 新藤晴一           | 新藤晴一  | 宗本康兵, Porno Graffitti                         | 4:08  |
| 9.        | 「ソーシャル ESCAPE」                 | 岡野昭仁           | 岡野昭仁  | 根岸孝旨, Porno Graffitti                         | 4:45  |
| 10.       | 「バベルの風」                        | 岡野昭仁           | 岡野昭仁  | tasuku, Porno Graffitti                           | 3:33  |
| 11.       | 「AGAIN」                             | 新藤晴一           | 新藤晴一  | 立崎優介, 田中ユウスケ, Porno Graffitti           | 3:55  |
| 12.       | 「Good luck to you」                  | 新藤晴一           | 新藤晴一  | 江口亮, Porno Graffitti                           | 3:12  |
| 13.       | 「螺旋」                              |                    | 新藤晴一  | 宗本康兵, Porno Graffitti                         | 2:53  |
| 14.       | 「ミステーロ」                        | 新藤晴一           | 新藤晴一  | 立崎優介, 田中ユウスケ, 近藤隆史, Porno Graffitti | 4:23  |
| 合計時間: | 合計時間:                             | 合計時間:          | 合計時間: | 合計時間:                                         | 54:30 |

| #  | タイトル                                          | 作詞 | 作曲・編曲 |
| -- | ------------------------------------------------- | ---- | ---------- |
| 1. | 「Ohhh!!! HANABI」(Video Clip)                    |      |            |
| 2. | 「俺たちのセレブレーション」(Video Clip)          |      |            |
| 3. | 「ワン・ウーマン・ショー 〜甘い幻〜」(Video Clip) |      |            |
| 4. | 「オー！リバル」(Video Clip)                      |      |            |

## 楽曲解説
1. ANGRY BIRD
  - 「高揚感のあるアルバムにしたい」という新藤の思いを具現化した楽曲で、本作を象徴する1曲。
  - 『14thライヴサーキット "The dice are cast"』でもオープニングナンバーとして披露された[22]。
2. オー！リバル
  - 3さいシリーズの「歌いんさい」をテーマとする42ndシングル。
3. Ohhh!!! HANABI
  - 本作のリード曲で、2015年8月5日から先行配信された[23]。
  - 本作のオリジナル曲では唯一MVも制作された[23]。
  - ライヴでは『Amuse Fes 2015　BBQ in つま恋　～僕らのビートを喰らえコラ！〜』（2015年7月19日）で初披露され[23][24]、「ハネウマライダー」同様にタオル回しが定番となっている[25][22][26]。
4. wataridori
5. Hey Mama
  - 2006年に発表された「ウェンディの薄い文字」以来となる新藤がメインボーカルの楽曲[7]。新藤曰く「本職のボーカリストに歌ってもらうのは申し訳なかった」[27]。
  - 新藤曰く「タクシーに乗っているときにポロッと出てきた」という楽曲で[27]、カントリー調のアレンジがされている[13]。
  - 歌詞は最後の1文を除き全英語詞となっている[27]。制作当初は日本語詞で、日本語詞バージョンのレコーディングも行ったが、最終的には楽曲の雰囲気から英語詞が採用された[27]。『"NIPPONロマンスポルノ'19 〜神vs神〜"』初日公演では間奏と2番を追加して披露され、2番は日本語詞で歌われた[28]。
6. 俺たちのセレブレーション
  - 3さいシリーズの「見んさい」をテーマとする40thシングル[29][30]。
7. Stand Alone
  - 2013年3月にはすでにデモ音源が存在していた[31]。
  - レコーディングにはかつてのサポートドラマー・小畑"PUMP"隆彦が久々に参加しており、バンドの一体感と勢いを出すために全員で一斉に演奏したという[31]。
8. ワン・ウーマン・ショー 〜甘い幻〜
  - 3さいシリーズの「聞きんさい」をテーマとする41stシングル[29][30]。
9. ソーシャル ESCAPE
  - SNSの台頭や大衆主義社会の発展を風刺したような歌詞となっている[7]。
  - かつてのサポートベーシスト・根岸孝旨がポルノグラフィティの楽曲では初めて編曲を手掛けた。
10. バベルの風
11. AGAIN
12. Good luck to you
  - 曲中に新藤のラップパートがある[27]。新藤曰く「本職のボーカリストに歌ってもらうのは申し訳なかった」[27]。
13. 螺旋
  - 本作唯一のインスト曲[7]。サンタナのオマージュだという。
14. ミステーロ
  - タイトルのミステーロ（伊: mistero）とは「謎」「神秘」などを意味する。
  - 詞曲を手掛けた新藤は「この曲では自分が何を考えているかではなく、ひとつの世界観をしっかりと表現したかった。」とコメントしている[32]。
  - シングル候補だった楽曲で、アレンジも複数存在する[27]。また、新藤の発言によると、元々は『名探偵コナン 業火の向日葵』の主題歌候補として制作した楽曲だという[33]（最終的に「オー！リバル」が主題歌に選ばれた）。
  - 「Ohhh!!! HANABI」に続き、2015年8月12日から先行配信された[32]。

## 演奏参加
1. ANGRY BIRD
  - Vocal, Chorus: 岡野昭仁
  - Electric Guitar: 新藤晴一
  - Programming & Other Instruments: 篤志
2. オー！リバル
「オー！リバル#演奏参加」を参照
3. Ohhh!!! HANABI
  - Vocal, Chorus, Acoustic Guitar: 岡野昭仁
  - Electric Guitar, Chorus: 新藤晴一
  - Bass: 藤谷一郎
  - Piano, Organ: 大嵜慶子
  - Trumpet: 織田祐亮
  - Trombone: 須賀裕之
  - Alto, Baritone Sax: 吉川周作
4. wataridori
  - Vocal, Chorus, Acoustic Guitar: 岡野昭仁
  - Electric Guitar: 新藤晴一
  - Drums: 玉田豊夢
  - Bass: 山口寛雄
  - Strings: 門脇大輔 Strings
  - Programming & Other Instruments: tasuku
5. Hey Mama
  - Vocal, Chorus, Acoustic Guitar: 新藤晴一
  - Acoustic Guitar: 岡野昭仁
  - Drums: 玉田豊夢
  - Bass: スティング宮本
  - Epf: 宗本康兵
6. 俺たちのセレブレーション
「俺たちのセレブレーション#演奏参加」を参照
7. Stand Alone
  - Vocal, Chorus: 岡野昭仁
  - Electric Guitar: 新藤晴一
  - Drums: 小畑"PUMP"隆彦
  - Bass: 石村順
  - Organ, Epf: 宗本康兵
  - Claps: パチパチぱっちんず
8. ワン・ウーマン・ショー 〜甘い幻〜
「ワン・ウーマン・ショー 〜甘い幻〜#演奏参加」を参照
9. ソーシャル ESCAPE
  - Vocal, Chorus, Acoustic Guitar: 岡野昭仁
  - Electric Guitar: 新藤晴一
  - Drums: 玉田豊夢
  - Bass: 根岸孝旨
  - Organ, Keybords: 宗本康兵
  - Percussions: 朝倉真司
  - Additional Percussions: パチパチぱっちんず
10. バベルの風
  - Vocal, Chorus: 岡野昭仁
  - Electric Guitar: 新藤晴一
  - Drums: 玉田豊夢
  - Bass: 山口寛雄
  - Programming & Other Instruments: tasuku
11. AGAIN
  - Vocal, Chorus: 岡野昭仁
  - Electric Guitar, Electric Sitar: 新藤晴一
  - Drums: 坂田学
  - Bass: 井上富雄
  - Violin: 岡村美央
  - Programming & Other Instruments: 立崎優介, 田中ユウスケ
12. Good luck to you
  - Vocal, Chorus: 岡野昭仁
  - Electric Guitar, Rap: 新藤晴一
  - Drums: ターキー
  - Bass: FIRE
  - Programming & Other Instruments: 江口亮
13. 螺旋
  - Electric Guitar: 岡野昭仁, 新藤晴一
  - Drums: 玉田豊夢
  - Bass: スティング宮本
  - Percussions: 中北裕子
  - Epf, Accordion & Other Instruments: 宗本康兵
14. ミステーロ
  - Vocal, Chorus: 岡野昭仁
  - Electric Guitar, Acoustic Guitar: 新藤晴一
  - Drums: 坂田学
  - Bass: スティング宮本
  - Violin: 岡村美央Strings
  - Programming: 立崎優介, 近藤隆史, 吉田武史, 田中ユウスケ
  - Voice: ALICE CAUCHI

## 収録作品

### アルバム
ANGRY BIRD
- BUTTERFLY EFFECT

Hey Mama
- "NIPPONロマンスポルノ'19〜神vs神〜" DAY1 (LIVE)

### ライヴ映像作品
ANGRY BIRD
- 14thライヴサーキット "The dice are cast" Live in OSAKA-JO HALL 2015
- PORNOGRAFFITTI 色情塗鴉 Special Live in Taiwan
- 17thライヴサーキット "続・ポルノグラフィティ" Live at TOKYO GARDEN THEATER 2021

Ohhh!!! HANABI
- 14thライヴサーキット "The dice are cast" Live in OSAKA-JO HALL 2015
- Amuse Fes 2015 BBQ in つま恋 ～僕らのビートを喰らえコラ！～（『14thライヴサーキット "The dice are cast" Live in OSAKA-JO HALL 2015』収録）
- 横浜ロマンスポルノ'16 〜THE WAY〜 Live in YOKOHAMA STADIUM

wataridori
- 14thライヴサーキット "The dice are cast" Live in OSAKA-JO HALL 2015

Hey Mama
- 14thライヴサーキット "The dice are cast" Live in OSAKA-JO HALL 2015
- "NIPPONロマンスポルノ'19 〜神vs神〜" DAY1（『ポルノグラフィティ20th Anniversary Special Live Box』収録）

Stand Alone
- 14thライヴサーキット "The dice are cast" Live in OSAKA-JO HALL 2015

ソーシャル ESCAPE
- 14thライヴサーキット "The dice are cast" Live in OSAKA-JO HALL 2015

バベルの風
- 14thライヴサーキット "The dice are cast" Live in OSAKA-JO HALL 2015

AGAIN
- 14thライヴサーキット "The dice are cast" Live in OSAKA-JO HALL 2015

Good luck to you
- 14thライヴサーキット "The dice are cast" Live in OSAKA-JO HALL 2015

螺旋
- 14thライヴサーキット "The dice are cast" Live in OSAKA-JO HALL 2015

ミステーロ
- 14thライヴサーキット "The dice are cast" Live in OSAKA-JO HALL 2015
- 横浜ロマンスポルノ'16 〜THE WAY〜 Live in YOKOHAMA STADIUM
- 17thライヴサーキット "続・ポルノグラフィティ" Live at TOKYO GARDEN THEATER 2021